# ٸ
Yā hamza élevé suscrit est une lettre additionnelle de l’alphabet arabe utilisée en kazakh.

## Utilisation
En kazakh écrit avec l’alphabet arabe, ‹ ٸ › représente une voyelle pré-fermée antérieure non arrondie [ɪ]. Elle est transcrite i biélorusse-ukrainien ‹ і › avec l’alphabet cyrillique.